# Patricia Giles
Patricia Jessie „Pat“ Giles AM (* 16. November 1928 in Minlaton als Patricia Jessie White; † 9. August 2017) war eine australische Politikerin (Australian Labor Party), die von 1981 bis 1993 den Bundesstaat Western Australia im australischen Senat vertrat.

## Leben
Patricia White wurde 1928 in Minlaton in South Australia als Tochter eines Handelsangestellten und einer Lehrerin geboren und wuchs nach der Trennung ihrer Eltern in Adelaide auf, wo sie hauptsächlich von ihren Großeltern erzogen wurde. Nach dem Schulabschluss arbeitete sie zunächst als Bankangestellte, ehe sie sich zur Krankenschwester und Hebamme ausbilden ließ. 1952 heiratete sie einen Arzt und zog mit ihm nach Bassendean bei Perth, wo sie Eltern von vier Töchtern und eines Sohnes wurden. Von 1960 bis 1962 lebte die Familie in England, wo ihr Ehemann eine Weiterbildung im Bereich der Anästhesiologie absolvierte. Die Ehe mündete 1975 – drei Jahre nach dem Suizid des gemeinsam Sohnes – in der Scheidung. Nach ihrer Rückkehr engagierte sich Giles zunehmend in diversen zivilgesellschaftlichen Organisationen in ihrer Heimat, vor allem in schulpolitischen Vereinigungen. Bei den Parlamentswahlen 1969 und den Regionalwahlen 1971 trat sie infolgedessen erfolglos als Kandidatin des Council for the Defence of Government Schools an.
1971 wurde Giles Mitglied des Health and Education Council of Western Australia und Vize-Präsidentin der Federation of West Australian Parents’ and Citizens’ Associations; ebenfalls begann sie, sich in feministischen Organisationen wie der Women’s Electoral Lobby zu engagieren. Parallel absolvierte sie ein Bachelor-Studium der Politikwissenschaften und Industriellen Beziehungen an der University of Western Australia. Zudem trat Giles 1971 der Australian Labor Party bei und wurde 1975 von der Regierung Gough Whitlams zur Vorsitzenden des Western Australia Committee on Discrimination in Employment and Occupation ernannt. Zudem war sie ab 1974 eine Schlüsselfigur in der Hospital Employees’ Industrial Union of Western Australia und half, die mitgliedsschwache Gewerkschaft zu einer der größten des Bundesstaates zu transformieren. In dieser Position gelang es ihr, die Pläne der Regierung von Western Australia unter Charles Court zu durchkreuzen, ein Krankenhaus von Nedlands in das am Stadtrand von Perth gelegene Forrestfield zu verlegen. Der Erfolg dieser Kampagne verschaffte ihr die Anerkennung als gut vernetzte und effektive Gewerkschafterin und zementierte ihren weiteren Aufstieg: Von 1978 bis 1981 leitete sie das erste frauenpolitische Komitee des Australian Council of Trade Unions, parallel wurde sie in den Vorstand der Australian Labour Party in Western Australia gewählt.
Nach einer verlorenen Direktkandidatur bei den Parlamentswahlen 1977 wurde Giles für die Parlamentswahlen 1980 auf Platz 2 der Landesliste gewählt und war so ab Sommer 1981 Mitglied des australischen Senats. In den nächsten Wahlen wurde sie stets wiedergewählt. Als Senatorin war Giles unter anderem von 1983 bis 1987 Vorsitzende des Select Committee on Private Hospitals and Nursing Homes, von 1988 bis 1993 des Committee of Privileges und zusätzlich von 1990 bis 1992 des Regulations and Ordinances Committee. Neben der Ausschussarbeit tat sie sich vor allem als Befürworterin von progressiven Reformvorstößen für mehr soziale Gerechtigkeit und als Frauenpolitikerin hervor. 1990 wurde sie zur Special Parliamentary Adviser to the Minister Assisting the Prime Minister on Violence Against Women ernannt. Ferner gehörte sie 1985 zu den Mitbegründerinnen der World Women Parliamentarians for Peace und war von 1988 bis 1990 deren Präsidentin. Zu den Parlamentswahlen 1993 trat sie nicht mehr zur Wiederwahl an und schied somit nach zwölf Jahren aus dem Senat aus.
Auch danach war Giles weiterhin politisch aktiv. Neben mehreren lokalen und regionalen Verpflichtungen im Raum Perth war sie von 1993 bis 1996 Vorsitzende der Global Commission on Women’s Health der Weltgesundheitsorganisation und von 1996 bis 2002 Präsidentin der International Alliance of Women. Für ihr politisches Engagement erhielt sie mehrere Auszeichnungen, darunter 1996 einen Ehrendoktor der Murdoch University und 2010 die Ernennung zum Member des Order of Australia. Zudem trägt ein seit 1989 bestehendes Frauenhaus in Perth ihren Namen. Im Sommer 2017 starb sie im Alter von 88 Jahren an den Folgen einer Demenzerkrankung.